# Guy de Rothschild
 (décembre 2021).
Si vous disposez d'ouvrages ou d'articles de référence ou si vous connaissez des sites web de qualité traitant du thème abordé ici, merci de compléter l'article en donnant les références utiles à sa vérifiabilité et en les liant à la section « Notes et références ».
Pour les autres membres de la famille, voir Famille Rothschild.
Le baron Guy de Rothschild, né le 21 mai 1909 à Paris et mort le 12 juin 2007 à Ferrières-en-Brie, est un banquier français.

## Biographie

Blason de la famille Rothschild

Guy de Rothschild est le fils du baron Édouard de Rothschild (1868-1949) et de Germaine Halphen (1884-1975). 
Élève du lycée Condorcet et du lycée Louis-le-Grand, il est licencié en droit de la faculté de droit de Paris et de celle des lettres de Paris.
Il se marie en premières noces en 1937 avec une de ses parentes, Alix Schey de Koromla (1911-1982), dont il a un fils en 1942, David de Rothschild. 
Divorcé, il se remarie en 1957 avec Marie-Hélène van Zuylen de Nyevelt de Haar (1927-1996), une autre de ses parentes, dont il a un fils la même année, Édouard de Rothschild. 
Guy et Marie-Hélène organisent à l'hôtel Lambert, dans l'île Saint-Louis, les fêtes les plus éblouissantes de Paris.[non neutre]
Le 23 juin 1940, il obtient avec son père un sauf-conduit pour quitter la France et se rendre en Espagne afin de se réfugier aux États-Unis, il sera déchu de sa nationalité française à cause de sa judéïté. 
Associé-gérant de la banque Rothschild Frères de 1945 à 1967, il devient président de la Banque Rothschild-Paris en 1967 et administrateur de Rothschild & Sons Ltd à Londres en 1968 et de Rothschild Inc. New York en 1982.
Le baron de Rothschild est également président de la Compagnie des chemins de fer du Nord, de la Société minière et métallurgique de Peñarroya de 1964 à 1971, de la société Le Nickel de 1971 à 1979 (devenue la société Imetal Paris en 1975), ainsi qu'administrateur de The Rio Tinto Zinc Corp. à Londres de 1956 à 1978.
La nationalisation de sa banque par la gauche arrivée au pouvoir en 1981 est une épreuve personnelle ; « Juif sous Pétain, paria sous Mitterrand, pour moi cela suffit ! », s'exclame-t-il. Il perçoit 500 millions de francs d'indemnité de dépossession.
Il est président du Fonds social juif unifié, de 1950 à 1982, et du Consistoire de 1950 à 1956.
Gaulliste, Guy de Rothschild est longtemps influent en politique, notamment dans les années 1960 et 1970. 
Ayant pris sous son aile Georges Pompidou dès 1954, il en fait un associé extérieur. Il reste proche de lui quand ce dernier devient président de la République en 1969. 
Il se lie également d'amitié, plus tard, avec Jacques Chirac, puis Édouard Balladur.
En 1975, lui et sa femme font don à l'université de Paris du château de Ferrières (Seine-et-Marne), construit par son ancêtre James de Rothschild entre 1853 et 1861 dans le style Renaissance, avec son immense parc à l'anglaise, unique œuvre française de l'architecte anglais Paxton, protégé en son entier en 2000 au titre des monuments historiques.
Guy de Rothschild fait la couverture de Time Magazine le 20 décembre 1963.
Il est propriétaire du haras de Méautry à Touques, en Normandie, où sont élevés plusieurs galopeurs de réputation mondiale. Son écurie personnelle court sous casaque bleue et toque jaune, longtemps appelée par les turfistes la « Sainte Casaque » pour sa régularité dans les victoires.
Avec elle, Guy de Rothschild gagne notamment une fois le Prix de l'Arc de Triomphe en 1963 avec Exbury, qui restera son cheval préféré, trois fois le prestigieux Prix de Diane (1957, 1960, 1961), trois fois le Prix Royal Oak (1949, 1964, 1973), deux fois le Prix Morny ou encore le Prix Vermeille. 
Guy de Rothschild préside le Syndicat des éleveurs de chevaux de sang en France de 1975 à 1982.
Le prix Rothschild est nommé en son honneur.
Il est inhumé au cimetière de Touques (Calvados).

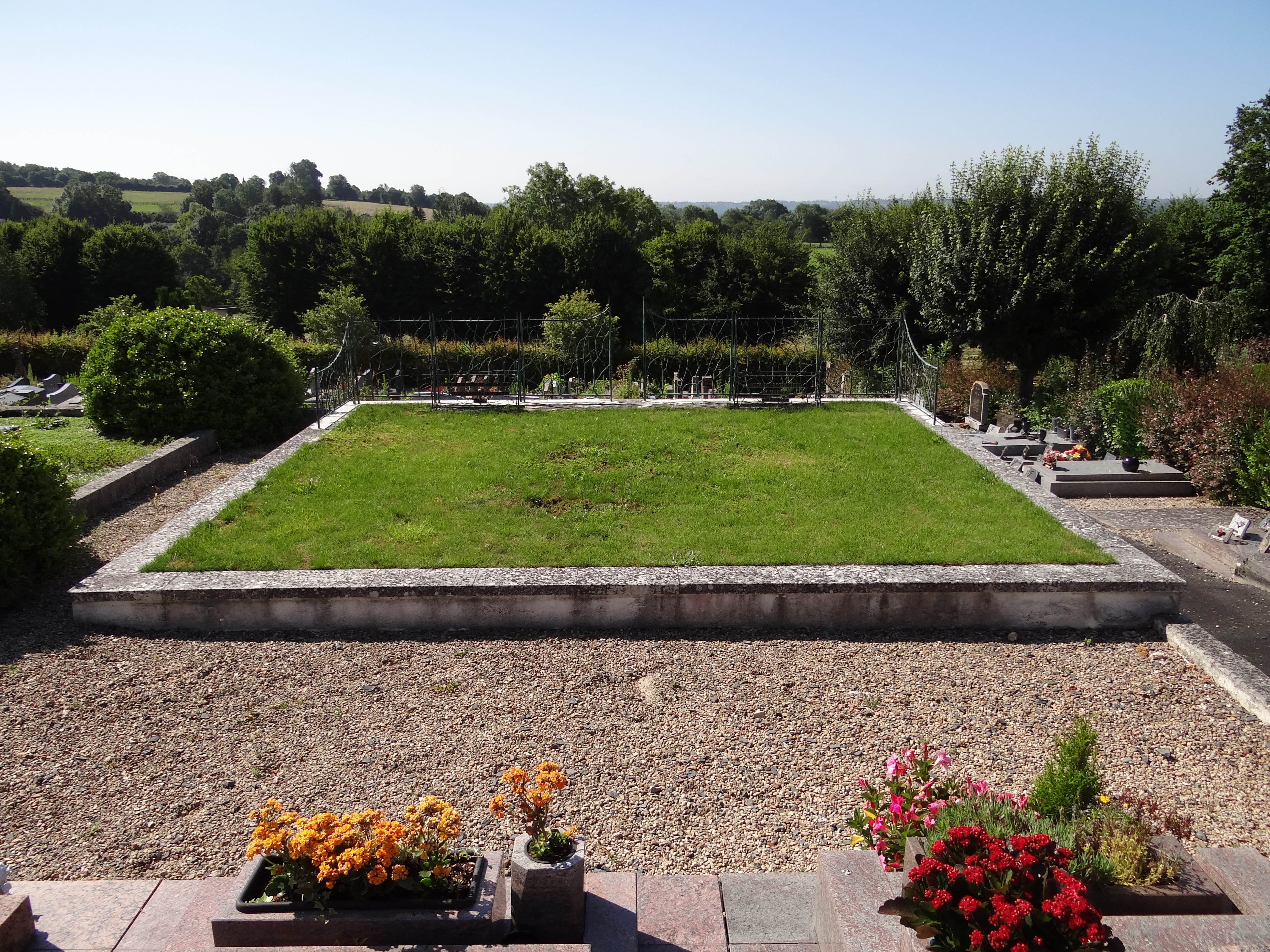
La tombe de Guy de Rothschild au cimetière de Touques (Calvados).

## Distinctions
- Officier de la Légion d'honneur
- Croix de guerre 1939-1945
- Chevalier de l'ordre du Mérite agricole

## Citations
- « Il m'est impossible de résoudre les peines de l'humanité, mais il n'a jamais été prouvé que j'aie laissé tomber quiconque m'ayant sollicité. »
- « Juif sous Pétain, paria sous Mitterrand, pour moi cela suffit. Rebâtir sur les décombres deux fois dans ma vie, c'est trop. »
- « Si l'argent est considéré comme une fin en soi, pour être au-dessus de votre voisin de palier, c'est stupide. Votre femme vous trompera autant. »
- « Dans la vie on peut gagner de l'argent sans pour autant perdre son honneur et sa dignité. »

## Œuvres
- Contre bonne fortune (Pierre Belfond, 1983);
- Mon ombre siamoise (Plon, 1993);
- Le fantôme de Léa (Grasset, 1998);
- Les surprises de la fortune (Michel Lafon, 2002).